# De Homero
Il De Homero (Περὶ Ὁμήρου), spesso intitolato De vita et poesi Homeri (Περὶ τοῦ βίου καὶ τῆς ποιήσεως Ὁμήρου) nelle edizioni moderne a partire da Stephanus, è un trattato erudito attribuito a Plutarco, compreso nei Moralia.

## Struttura
Il trattato è costituito, in realtà, da due scritti ben distinti, poi uniti e trasmessi insieme dalla tradizione manoscritta.
Il primo di essi, comprensivo di soli otto capitoli, è una breve biografia di Omero, simile ad altre biografie omeriche tramandateci, che racconta alcuni noti aneddoti sulla vita del poeta e si conclude con un riassunto della trama dell'Iliade. Si tratta probabilmente di un'introduzione al poema iliadico composta ad uso scolastico in età bizantina.
Il secondo scritto, ben più ampio, in 218 capitoli, consiste in un'ampia analisi della poesia omerica, preceduta da cinque capitoli biografici. L'autore, fornendo una gran quantità di citazioni dall'"Iliade" e dall'"Odissea", cerca di dimostrare che già in Omero fosse presente ogni tipo di sapere filosofico  - dall'etica alla scienza naturale - e ogni tipo di strategia retorica e stile compositivo .

## Analisi critica
Stante la non autenticità e la non antichità del primo trattato, notevole è l'interesse suscitato dal secondo scritto, come messo in evidenza anche negli ultimi studiː il trattato, in effetti, benché sia da intendere piuttosto come un'operetta compilativa e non sia riconducibile direttamente a Plutarco, sembra presupporre in parte l'opera del Cheronese, soprattutto per quel che riguarda i principi generali relativi alla sua concezione della poesia e al suo utilizzo a fini pedagogici.